# صحیفه امام
صحیفه امام و صحیفه نور، دو مجموعهٔ متفاوت از سخنان و پیام‌های سید روح‌الله خمینی بنیان‌گذار نظام جمهوری اسلامی ایران هستند. صحیفه نور توسط سازمان اسناد و مدارک انقلاب اسلامی وزارت فرهنگ و ارشاد اسلامی منتشر شده بود و نواقص و اشتباهات فراوانی داشت که با تدوین و انتشار صحیفه امام توسط مؤسسه تنظیم و نشر آثار امام خمینی (ره) دیگر منتشر نمی‌شود. نام صحیفه نور توسط کیومرث صابری فومنی «گل آقا» پیشنهاد شده بود. صحیفهٔ امام که پس از صحیفهٔ نور تنظیم شده‌است، کامل‌تر می‌باشد.
از نظر مؤسسه تنظیم و نشر آثار امام خمینی (ره) آنچه در مآخذ، معتبر است صحیفه ۲۲ جلدی امام و یک جلد پیوست آن است، که کامل‌تر از صحیفه نور بوده و در واقع نسخه نهایی آثار قلمی و بیانات سید روح‌الله خمینی است.

## صحیفهٔ نور
صحیفه نور در ۲۲ جلد، شامل مجموعهٔ «بیانات، پیام‌ها، مصاحبه‌ها، احکام، اجازات شرعی و نامه‌ها» ی سید روح‌الله خمینی پیش از ۱۵ خرداد ۱۳۴۲ تا پایان عمر وی است. جلد ۲۱ از مجموعه صحیفه نور اختصاص به پیام‌ها و سخنرانی‌های سید روح‌الله خمینی از تاریخ ۱۳ شهریور ۱۳۶۷ تا ۱۵ خرداد ۱۳۶۸ دارد.

## صحیفهٔ امام
صحیفه امام مجموعه‌ای کامل‌تر و جدیدتر از صحیفهٔ نور، شامل مجموعه سخنان سید روح‌الله خمینی در ۲۲ جلد می‌باشد. این مجموعه دربردارندهٔ «بیانات، پیام‌ها، مصاحبه‌ها، احکام، اجازات شرعی و نامه‌ها» ی سید روح‌الله خمینی است. این مجموعه کامل‌ترین و جامع‌ترین اثری است که در رابطه با سید روح‌الله خمینی به چاپ رسیده‌است و ویژگی‌های آن در مقدمه جلد ۱ به تفصیل توسط حمید انصاری شرح داده شده‌است. جلد ۲۲ آن نمایه کتاب می‌باشد.
ترجمهٔ صحیفه امام به زبان انگلیسی منتشر شده‌است. برای ترجمه این اثر حدود ۵۰ نفر از مترجم تا کادر فنی حضور داشتند و این کار از سال ۱۳۸۱ تا ۱۳۸۶ ادامه داشت.